# Дом Недоноскова
Дом Недоноскова — особняк в Саратове, расположенный на улице Максима Горького (бывшей Александровской), дом 11. Здание особняка является объектом культурного наследия регионального значения Саратовской области. Был снесён в 1990-х годах, затем заново выстроен в похожем виде.

## История

### До революции
Каменный дом на этом месте появился в середине 1820-х годов, построенный на «пустопорожней земле» неким Веденяпиным. Хозяева дома менялись с течением времени — дом принадлежал Ремизову, 1857 году провизор И. И. Шмидт открыл здесь аптеку, названную «Александровской» по имени улицы (с 1924 года — ул. Максима Горького). В 1871 году газеты сообщили о продаже дома Ремизова со всеми строениями (ещё одним двухэтажным домом по Александровской улице и двумя флигелями во дворе) и плодовым садом купцу 2-й гильдии Н. С. Азарову. Опись 1876 года констатирует его как каменный дом в два этажа с мезонином и подвалом. Дом выстроен в стиле русского классицизма: высокая цокольная часть, рустованные стены первого этажа, стены второго этажа с окнами, отделанными порталообразными обрамлениями с сомкнутыми сандриками, хорошо профилированный карниз. Фасад здания был спроектирован по «образцовому проекту» из серии разработок, принадлежащих столичному архитектору К. И. Росси.
В 1882 году пастор Г. А. Шомбург открыл в этом доме учебное заведение. С 1884 по 1887 год в здании размещалось первое в Саратове специальное учебное заведение по обучению изобразительному искусству — двухклассная рисовальная школа свободного художника И. Ф. Ананьева, выпускника Петербургской Академии художеств. В школе И. Ф. Ананьева учились выдающийся российский живописец Виктор Борисов-Мусатов, а также известный художник Фёдор Максимович Корнеев.
В 1889 году Г. А. Шомбург продал своё домовладение саратовскому второгильдийному купцу Василию Васильевичу Недоноскову, владельцу мануфактурного производства. На месте сада по улице Малой Сергиевской к 1902 году В. В. Недоносков построил ещё один двухэтажный дом в стиле типичной эклектики.
Семья купца была большой: Василий Васильевич Недоносков (26 февраля 1855—16 сентября 1911) и его супруга Наталья Хрисанфовна, урождённая Сидорова (1856—1937) воспитывали четырёх сыновей — Владимира, Павла, Николая, Бориса и трех дочерей — Анну, Ольгу и Марию.
Владимир стал депутатом 1-й Государственной Думы, а Николай, окончив в Петербурге институт гражданских инженеров императора Николая I, после революции работал архитектором (под фамилией Степной) в Саратове и Ленинграде, спроектировав и построив ряд примечательных архитектурных объектов (кинотеатр «Темп», жилой дом «Банковец» на улице Радищева, цирк и т. д.). Павел Недоносков (Степной) (15.01.1889 — 26.03.1938) — русский офицер, штабс-капитан, участник 1-й Мировой войны. Принимал участие в боевых операциях в составе 326-й Белгорайского пехотного полка. П. В. Недоносков был награждён орденами Св. Анны 4-й степени с надписью «За храбрость» (25.02.1915), Св. Анны 3-й степени с мечами и бантом (27.05.1915), Св. Владимира 4-й степени с мечами и бантом (13.06.1915), Св. Станислава 3-й степени с мечами и бантом (10.08.1915), Св. Станислава 2-й степени с мечами (29.06.1916). 2 декабря 1937 года П. В. Степной был арестован органами НКВД по обвинению в защите «врага народа» Тухачевского М. Н., осуждён 8 декабря 1937 года на 10 лет лишения свободы, умер 26 марта 1938 года в тюрьме Саратовского НКВД. Реабилитирован П. В. Степной был в 1989 году.
Хозяин дома Василий Васильевич Недоносков скончался в 1911 году, в 1912 году вдова Недоноскова продала все имение Саратовскому земству за 115 тысяч рублей.
С началом Первой мировой войны госпитальных мест катастрофически не хватало и военное командование обратилось к Всероссийским земскому и городскому союзам с просьбой разработать совместно с эвакуационным управлением Генерального штаба новый эвакуационный план. В Саратове, уже 24 августа 1914 года, открылся первый земский лазарет  в "доме Недоноскова". К 1 ноября 1914 г. земства России оборудовали госпиталей, лазаретов и больничных коек в отдельных учреждениях на 148818 мест .

### В советское время
В одном из строений домовладения с 1934 года проживал будущий дважды Герой Советского Союза А. Г. Кравченко. Существует версия о том, что в доме Недоноскова останавливался Константин Симонов. После Великой Отечественной войны в доме располагалось несколько коммунальных квартир.
В 1983 году соседний дом, входивший в домовладение по улице М. Горького был сломан, на его месте была выстроена девятиэтажная жилая башня. Затем запланировали разобрать дом Недоноскова. Но вмешалось областное отделение ВООПИК, признавшее в 1991 году дом Недоноскова историко-архитектурным памятником. Решением Саратовского областного исполнительного Комитета Совета народных депутатов от 29 июля 1991 года № 187 «О постановке на государственный учёт памятников истории и культуры Саратовской области» дом был признан памятником градостроительства и архитектуры регионального значения.

### В современной России
В 1990-е годы дом стоял опустевший и почти весь «разобранный». Долгая борьба с участием местной администрации и Министра культуры РФ закончилась тем, что дом Недоноскова, несмотря на его охранный статус, всё же снесли. В 1997 году было принято решение о его восстановлении в прежнем виде — с привлечением средств инвесторов. С течением времени дом восстановили в похожем виде, с некоторыми отклонениями от первозданного облика.
В настоящее время в здании размещаются аптека и зоомагазин. На фасаде установлена мемориальная доска в память о проживавшем в этом доме в 1930-х годах дважды Герое Советского Союза А. Г. Кравченко.